# Solomonargiolestes malaita
Solomonargiolestes malaita – gatunek ważki z rodziny Argiolestidae. Opisał go Vincent J. Kalkman w 2008 roku pod nazwą Argiolestes malaita.
Owad ten znany jest wyłącznie z holotypu – samca odłowionego w 1957 roku na wyspie Malaita w archipelagu Wysp Salomona.